# Юлія Кейлова

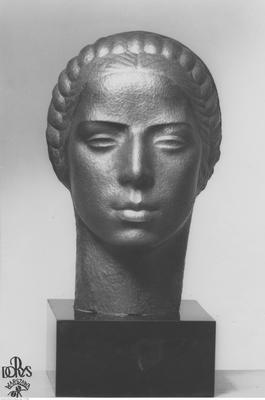
Скульптура кована в листовому металі

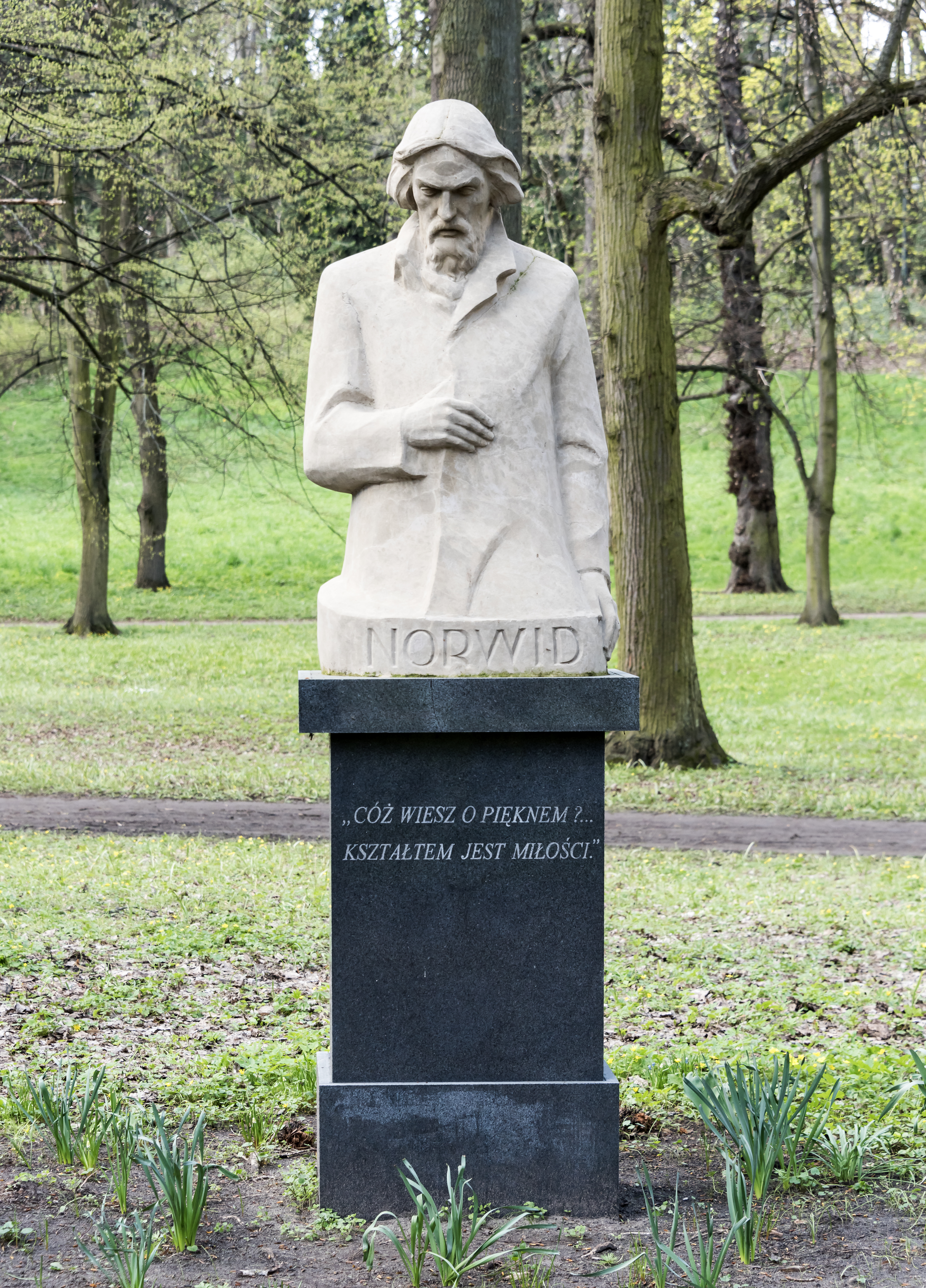
Пам'ятник Ципріану Камілю Норвіду у Варшаві

Юлія Кейлова, уроджена Рінгель (16 липня 1902 — 1943 – польська скульпторка, дизайнерка промислових форм, художниця по металу.

## Біографія
Юлія Рінгель походила з асимільованої єврейської родини, дочка Фейвеля Рінгеля та Хани Клари, уродженої Валленштейн. Старша сестра Селіна (народилася у 1899 році) отримала ступінь доктора хімічних наук. Юлія навчалася у приватній гімназії імені Адама Міцкевича у Львові. У 1920 році розпочала навчання на філософському факультеті Львівського університету, але покинула навчання. Через рік стала студенткою відділення дизайну Львівської художньо-промислової школи, де здобула навички різьби по каменю та дереву.
У 1922 році Юлія вийшла заміж за адвоката Ігнація Кейла та переїхала з чоловіком до міста Кеніґсхюте у Верхній Сілезії. Проте економічна стагнація спричинилася до еміграції багатьох мешканців і виїзду подружжя до Львова у 1923 році. Юлія Кейлова на короткий час повернулася до Львівської художньо-промислової школи.
Після народження сина Марселя у 1923 році переїхала з чоловіком до Варшави. Там у 1925 році вона почала навчання в Школі красних мистецтв, де обрала курс скульптури. Продовжувала навчання до 1931 року. Її викладачами були такі відомі представники стилю ар-деко як Тадеуш Бреєр, Кароль Стриєнський (майстерня металевої скульптури), Юзеф Чайковський (майстерня монументальної скульптури). Також брала участь у заняттях з композиції тіл і площин, які проводив Войцех Ястшембовський. Серед іншого, вищезгадані митці були співавторами успіху польського павільйону на Міжнародній виставці сучасних промислових і декоративних мистецтв в Парижі у 1925 році.
У роки навчання вона також багато подорожувала. Щороку півроку вона проводила в Австрії, Швейцарії, Франції чи Німеччині, де вдосконалювала свої мистецькі навички.
Перших творчих успіхів Юлія Кейлова досягла вже під час навчання.
До 1943 року переховувалася в окупованій Варшаві, обставини її смерті залишаються невідомими. Символічна могила Юлії Кейлової розташована на Військовому цвинтарі Повонзки (A30, ряд 1–25).

### Діяльність
Після навчання, у 1930-х роках, як і багато художників того періоду, Юлія Кейлова пов'язала свою дільність з Інститутом пропаганди мистецтва. У 1932 році вона брала участь у 3-му Зимовому салоні, виставці, організованій Інститутом, і відтоді співпрацювала до 1938 року. На виставках вона представляла переважно дерев'яну скульптуру з характерною, компактною формою. У 1935 році Юлія Кейлова отримала нагороду міністра закордонних справ, а у 1937 році — нагороду на міжнародній виставці «Мистецтво і техніка в сучасному житті» в Парижі.
Проекти Кейлової були використані в масовому виробництві варшавських компаній таких як «Fraget», «Брати Henneberg», «Norblin». Предмети зі срібла, латуні або білого металу можна знайти в багатьох музеях і галереях. Ймовірно, Кейлова почала співпрацювати з вищезазначеними компаніями наприкінці навчання. Компанії не тільки замовляли їй створення нових проектів, а й реалізовували зразки її попередніх робіт, наприклад посудини ручної роботи з кованого срібла. Тонкий декор, використання кулі, паралелепіпеда чи куба, функціональність і простота – основні риси робіт. Її роботи кваліфікуються як частина течії декоративного модернізму, яка виділяла стиль ар-деко у Польщі. З 1941 року вона була викладачем та співорганізатором студії кераміки у Львові.

### Проєкти
Юлія Кейлова є автором дизайнів столових наборів, виготовлених для трансатлантичних лайнерів "Batory" та "Piłsudski". Срібло походило з фабрики Юзефа Фра з Варшави. Ось опис посуду, сконструйованого художницею у 1935 році для трансатлантичного лайнера "Piłsudski": „Усі елементи мають сферичну форму, а їх єдиною прикрасою є непропорційно великі ручки та кнопки для підняття стійких важких кришок. Форма була чітко підпорядкована умовам морської подорожі”.

## Вшанування пам'яті
- у 2006 році в Королівських Лазєнках у Варшаві було відкрито пам'ятник Ципріану Камілю Норвіду[7]. Кам'яна скульптура поета є копією скульптури Юлії Кейлової[7].
- восени 2012 року відбулася виставка її робіт у Музеї міді в Легниці[8].
- з березня по вересень 2024 року у Музеї Варшави відбувалася виставка Юлія Кейлова. Проєктантка[9].